# Dirk Hartog
Dirk Hartog este cea mai mare insulă din Dorre, Bernier și Dirk Hartog și totodată și cea mai sudică. Pe aceasta sunt așezate multe obiective principale ale insulelor, dintre care cel mai important este capitala-Dirk Hartog Island Homestead.